# Bartolomé Salóm
Pour les articles homonymes, voir Bartolomé et Salom.
Bartolomé Salóm est l'une des huit paroisses civiles de la municipalité de Puerto Cabello dans l'État de Carabobo au Venezuela. Constituant l'une des six divisions territoriales de la ville de Puerto Cabello, cette paroisse paroisse civile a de facto pour capitale cette dernière.

## Géographie

### Démographie
Bien que Bartolomé Salóm constitue de facto l'un des quartiers de la ville de Puerto Cabello, et notamment le sud du centre elle n'en reste pas moins elle-même divisée en quartiers distincts, et compte d'autres lieux, parmi lesquels :
- El Polvorín
- Rancho Grande
- San Esteban
- Urbanización San Esteban
- Valle Seco
- Valle Verde